# 2018-as Junior Eurovíziós Dalfesztivál
A 2018-as Junior Eurovíziós Dalfesztivál volt a tizenhatodik Junior Eurovíziós Dalfesztivál, melynek Fehéroroszország fővárosa, Minszk adott otthont, 2010 után másodszor. A pontos helyszín a Minszk Aréna volt. A versenyre 2018. november 25-én került sor. Az Eurovíziós Dalfesztivállal ellenben itt nem az előző évi győztes rendez, hanem pályázni kell a rendezés jogára. Az elvet, miszerint az előző év győztese előnyt élvez a rendezési jog megszerzésében, eltörölték. A 2017-es Junior Eurovíziós Dalfesztivál az orosz Polina Boguszevics győzelmével zárult, aki a Wings című dalát adta elő Tbilisziben.
20 ország erősítette meg a részvételét a dalfesztiválra, beleértve az elsőként induló Kazahsztánt és Walest, valamint Azerbajdzsánt, mely négy, Franciaországot, mely tizenhárom és Izraelt, mely egy kihagyott év után tért vissza. Ciprus azonban visszalépett a versenytől.

## A helyszín és a verseny
2017. október 15-én vált hivatalossá, hogy a dalfesztiválnak Fehéroroszország fővárosa, Minszk ad otthont. Később bejelentették, hogy a 15 086 fő befogadására alkalmas Minszk Aréna ad otthont a rendezvénynek, melyben korábban a 2010-es Junior Eurovíziós Dalfesztivált is rendezték. Az intézmény az első a dalfesztivál történetében, mely másodjára is helyszínéül szolgált a versenynek. A rendező város kiválasztásában 2018-tól kezdve alkalmazzák azon elvet, miszerint a hosszabb felkészülési idő érdekében már az adott versenyt megelőző évben kiválasztják a következő házigazdát.
| Fehéroroszország Minszk |

2018. március 18-án mutatták be a hivatalos logót és szlogent: a logón egy csillagszimbólum látható, különböző hosszúságú és formájú hanghullámokból formázva, míg a szlogen #LightUp, vagyis #VilágítsdFel lett.
A dalfesztivál egyik műsorvezetője, Helena Meraaj az előző évben maga is részt vett a versenyen: Tbilisziben az ötödik helyen végzett.

## A résztvevők
2018. július 25-én jelentették be a résztvevők hivatalos listáját. Ezúttal két új ország is csatlakozott a mezőnyhöz: Kazahsztán és Wales. Kazahsztán számára ez volt az első verseny az eurovíziós programcsalád műsorai közül, melyen részt vett. Wales az Egyesült Királyság részeként korábban már részt vett az első három évben, önálló indulót azonban először csak a 2017-es Eurovíziós Kórusversenyen indított. Franciaország rekordmennyiségű tizenhárom kihagyott év után tért vissza a versenyre, továbbá Azerbajdzsán négy, míg Izrael egy év szünet után csatlakozott újból a mezőnyhöz. Utóbbi visszatérésében szerepet játszhatott az ország legutóbbi győzelme a 2018-as Eurovíziós Dalfesztiválon.
Ciprus 2018. június 11-én jelentette be, hogy visszalép a versenytől.
Bulgária május 19-én jelezte, hogy nem kívánnak visszatérni a mezőnybe. Hasonlóan döntött Szlovénia is május 23-án, Románia május 29-én, Moldova június 26-án, San Marino július 22-én, valamint Lettország július 23-án. Az MTVA július 22-én közölte, hogy Magyarország nem fog versenyzőt küldeni a minszki versenyre.
Így rekordmennyiségű tizenkilenc ország alkotta volna a 2018-as Junior Eurovíziós Dalfesztivál mezőnyét, azonban a szervezők augusztus 2-án meglepetésre bejelentették, hogy Ukrajna, mely eredetileg július 2-án jelezte, hogy a 2006-os debütálása óta első alkalommal nem vesz részt az állami műsorsugárzó pénzügyi problémái miatt, mégis versenyben marad, így végül húsz ország képviselteti magát a fehérorosz fővárosban.

## A versenyt megelőző időszak

### Nemzeti válogatók
| Ország           | Választás módszere                           | Válogató / Bemutató műsor                    | Közvetítő csatorna           | Kiválasztás / Bemutatás dátuma | Kiválasztás / Bemutatás dátuma |
| Ország           | Választás módszere                           | Válogató / Bemutató műsor                    | Közvetítő csatorna           | Előadó                         | Dal                            |
| ---------------- | -------------------------------------------- | -------------------------------------------- | ---------------------------- | ------------------------------ | ------------------------------ |
| Albánia          | nemzeti döntő                                | Junior Fest                                  | RTSH                         | 2018. szeptember 23.           | 2018. szeptember 23.           |
| Ausztrália       | belső kiválasztás                            | Nem rendeztek válogatóműsort                 | Nem rendeztek válogatóműsort | 2018. szeptember 1.            | 2018. október 7.               |
| Azerbajdzsán     | belső kiválasztás                            | Nem rendeztek válogatóműsort                 | Nem rendeztek válogatóműsort | 2018. szeptember 18.           | 2018. október 16.              |
| Fehéroroszország | nemzeti döntő                                | Nem volt külön elnevezése a válogatóműsornak | Belarusz-1, Belarusz-24      | 2018. augusztus 31.            | 2018. augusztus 31.            |
| Franciaország    | belső kiválasztás                            | Nem rendeztek válogatóműsort                 | Nem rendeztek válogatóműsort | 2018. október 14.              | 2018. október 15.              |
| Grúzia           | nemzeti döntő                                | Ranina                                       | 1TV                          | 2018. május 18.                | 2018. október 9.               |
| Hollandia        | nemzeti döntő                                | Junior Songfestival 2018                     | AVROTROS                     | 2018. szeptember 29.           | 2018. szeptember 29.           |
| Izrael           | előadó: nemzeti döntő dal: belső kiválasztás | előadó: Kdam Eurovision Junior               | KAN 11                       | 2018. szeptember 6.            | 2018. október 8.               |
| Írország         | nemzeti döntő                                | Junior Eurovision Éire                       | TG4                          | 2018. november 11.             | 2018. november 11.             |
| Kazahsztán       | nemzeti döntő                                | Nem volt külön elnevezése a válogatóműsornak | Habar                        | 2018. szeptember 22.           | 2018. szeptember 22.           |
| Lengyelország    | belső kiválasztás                            | Nem rendeztek válogatóműsort                 | Nem rendeztek válogatóműsort | 2018. szeptember 21.           | 2018. november 6.              |
| Macedónia        | belső kiválasztás                            | Nem rendeztek válogatóműsort                 | Nem rendeztek válogatóműsort | 2018. augusztus 24.            | 2018. október 19.              |
| Málta            | nemzeti döntő                                | Malta Junior Eurovision Song Contest         | TVM                          | 2018. szeptember 8.            | 2018. szeptember 8.            |
| Olaszország      | belső kiválasztás                            | Nem rendeztek válogatóműsort                 | Nem rendeztek válogatóműsort | 2018. október 9.               | 2018. október 9.               |
| Oroszország      | nemzeti döntő                                | Akademija Eurovision                         | Karuszel                     | 2018. június 3.                | 2018. június 3.                |
| Örményország     | nemzeti döntő                                | Depi Mankakan Evrateszil                     | 1TV                          | 2018. szeptember 22.           | 2018. szeptember 22.           |
| Portugália       | előadó: nemzeti döntő dal: belső kiválasztás | előadó: Juniores de Portugal                 | RTP                          | 2018. szeptember 28.           | 2018. október 17.              |
| Szerbia          | belső kiválasztás                            | Nem rendeztek válogatóműsort                 | Nem rendeztek válogatóműsort | 2018. szeptember 13.           | 2018. október 8.               |
| Ukrajna          | nemzeti döntő                                | Nem volt külön elnevezése a válogatóműsornak | UA:Persij                    | 2018. szeptember 9.            | 2018. szeptember 9.            |
| Wales            | nemzeti döntő                                | Chwilio am Seren                             | S4C                          | 2018. október 9.               | 2018. október 9.               |

## A szavazás
A 2018-as dalversenyen is az előző évben bevezetett online közönségszavazási módszert alkalmazták.

## Döntő
| #  | Ország           | Nyelv          | Előadó              | Dal                                  | Magyar fordítás                              | Helyezés | Pontszám |
| -- | ---------------- | -------------- | ------------------- | ------------------------------------ | -------------------------------------------- | -------- | -------- |
| 01 | Ukrajna          | ukrán, angol   | Darina Krasnovetska | Say Love                             | Mondd, hogy szeretet                         | 4.       | 182      |
| 02 | Portugália       | portugál       | Rita Laranjeira     | Gosto de tudo (Já não gosto de nada) | Szeretek mindent (Többé nem szeretek semmit) | 18.      | 42       |
| 03 | Kazahsztán       | kazak, angol   | Daneliya Tuleshova  | Ózińe sen                            | Te magad                                     | 6.       | 171      |
| 04 | Albánia          | albán, angol   | Efi Gjika           | Barbie                               | —                                            | 17.      | 44       |
| 05 | Oroszország      | orosz, angol   | Anna Filipchuk      | Unbreakable                          | Összetörhetetlen                             | 10.      | 122      |
| 06 | Hollandia        | holland, angol | Max & Anne          | Samen                                | Együtt                                       | 13.      | 91       |
| 07 | Azerbajdzsán     | azeri, angol   | Fidan Huseynova     | I Wanna Be Like You                  | Olyan akarok lenni, mint te                  | 16.      | 47       |
| 08 | Fehéroroszország | orosz, angol   | Daniel Yastremski   | Time                                 | Idő                                          | 11.      | 114      |
| 09 | Írország         | ír             | Taylor Hynes        | IOU                                  | —                                            | 15.      | 48       |
| 10 | Szerbia          | szerb          | Bojana Radovanović  | Svet                                 | Világ                                        | 19.      | 30       |
| 11 | Olaszország      | olasz, angol   | Melissa & Marco     | What Is Love                         | Mi a szerelem?                               | 7.       | 151      |
| 12 | Ausztrália       | angol          | Jael                | Champion                             | Bajnok                                       | 3.       | 201      |
| 13 | Grúzia           | grúz, angol    | Tamar Edilashvili   | Your Voice                           | A hangod                                     | 8.       | 144      |
| 14 | Izrael           | héber          | Noam Dadon          | Children Like These                  | Ilyen gyerekek                               | 14.      | 81       |
| 15 | Franciaország    | francia, angol | Angélina            | Jamais sans toi                      | Soha nélküled                                | 2.       | 203      |
| 16 | Macedónia        | macedón        | Marija Spasovska    | Doma                                 | Otthon                                       | 12.      | 99       |
| 17 | Örményország     | örmény         | L.E.V.O.N           | L.E.V.O.N                            | —                                            | 9.       | 125      |
| 18 | Wales            | walesi         | Manw                | Perta                                | Legszebb                                     | 20.      | 29       |
| 19 | Málta            | angol          | Ela                 | Marchin’On                           | Menetelni                                    | 5.       | 181      |
| 20 | Lengyelország    | lengyel, angol | Roksana Węgiel      | Anyone I Want to Be                  | Bárki, aki lenni akarok                      | 1.       | 215      |

## Ponttáblázat
| Ország           | Össz. | Nézők | Zsűrik  | Zsűrik     | Zsűrik     | Zsűrik  | Zsűrik      | Zsűrik    | Zsűrik       | Zsűrik           | Zsűrik   | Zsűrik  | Zsűrik      | Zsűrik     | Zsűrik | Zsűrik | Zsűrik        | Zsűrik    | Zsűrik       | Zsűrik | Zsűrik | Zsűrik        |
| Ország           | Össz. | Nézők | Ukrajna | Portugália | Kazahsztán | Albánia | Oroszország | Hollandia | Azerbajdzsán | Fehéroroszország | Írország | Szerbia | Olaszország | Ausztrália | Grúzia | Izrael | Franciaország | Macedónia | Örményország | Wales  | Málta  | Lengyelország |
| ---------------- | ----- | ----- | ------- | ---------- | ---------- | ------- | ----------- | --------- | ------------ | ---------------- | -------- | ------- | ----------- | ---------- | ------ | ------ | ------------- | --------- | ------------ | ------ | ------ | ------------- |
| Ukrajna          | 182   | 78    |         | 7          | 6          | 2       | 3           | 4         | 3            | 3                | 5        | 8       | 7           |            | 10     | 8      | 5             | 10        | 2            | 5      | 4      | 12            |
| Portugália       | 42    | 42    |         |            |            |         |             |           |              |                  |          |         |             |            |        |        |               |           |              |        |        |               |
| Kazahsztán       | 171   | 103   | 5       |            |            | 4       | 7           | 5         | 8            | 6                | 4        | 5       |             |            | 6      |        |               | 8         | 4            |        | 6      |               |
| Albánia          | 44    | 34    |         |            |            |         |             |           | 1            |                  | 1        |         |             |            |        |        |               | 1         |              | 2      | 5      |               |
| Oroszország      | 122   | 62    |         | 1          | 4          |         |             | 3         | 12           | 2                |          |         |             | 8          |        | 5      |               |           | 10           | 7      | 2      | 6             |
| Hollandia        | 91    | 68    | 1       |            |            |         | 2           |           |              |                  |          | 1       |             | 3          | 2      | 3      | 4             |           | 6            | 1      |        |               |
| Azerbajdzsán     | 47    | 30    |         |            |            | 6       |             |           |              |                  | 3        |         | 4           |            |        |        |               |           |              | 3      | 1      |               |
| Fehéroroszország | 114   | 53    |         | 10         | 2          |         |             | 8         | 10           |                  | 2        |         | 5           | 1          | 1      |        |               |           | 12           |        | 10     |               |
| Írország         | 48    | 36    |         |            |            |         |             |           |              |                  |          |         |             |            | 3      |        | 1             |           |              |        |        | 8             |
| Szerbia          | 30    | 28    |         |            |            |         |             |           |              |                  |          |         |             |            |        |        |               | 2         |              |        |        |               |
| Olaszország      | 151   | 57    | 6       | 4          | 10         |         |             |           | 4            | 7                | 10       | 6       |             | 7          | 7      | 7      | 3             | 12        |              |        | 8      | 3             |
| Ausztrália       | 201   | 53    | 12      | 12         | 3          | 7       | 10          | 12        | 6            | 12               | 7        | 3       | 12          |            | 8      | 2      | 6             | 7         | 7            | 12     |        | 10            |
| Grúzia           | 144   | 39    | 7       | 2          | 5          |         | 12          | 2         | 2            |                  | 12       | 2       | 10          | 5          |        | 12     | 10            | 5         | 8            | 10     |        | 1             |
| Izrael           | 81    | 47    | 4       | 3          | 7          | 1       | 5           | 1         |              |                  |          |         | 6           |            |        |        | 2             |           |              |        | 3      | 2             |
| Franciaország    | 203   | 117   |         | 5          |            | 12      | 6           | 7         | 7            | 8                | 6        | 7       |             | 4          | 4      | 1      |               | 6         | 1            |        | 12     |               |
| Macedónia        | 99    | 35    | 2       |            | 12         | 10      | 1           |           |              | 1                |          | 12      | 1           | 2          |        |        | 7             |           | 5            | 4      |        | 7             |
| Örményország     | 125   | 70    | 3       | 6          |            | 3       |             | 6         |              | 5                |          |         | 3           | 6          |        | 4      | 8             |           |              |        | 7      | 4             |
| Wales            | 29    | 29    |         |            |            |         |             |           |              |                  |          |         |             |            |        |        |               |           |              |        |        |               |
| Málta            | 181   | 43    | 10      | 8          | 8          | 5       | 8           | 10        | 5            | 10               | 8        | 4       | 8           | 12         | 12     | 10     |               | 4         | 3            | 8      |        | 5             |
| Lengyelország    | 215   | 136   | 8       |            | 1          | 8       | 4           |           |              | 4                |          | 10      | 2           | 10         | 5      | 6      | 12            | 3         |              | 6      |        |               |

## Zsűri és nézői szavazás külön
| Helyezés | Zsűri szavazatok | Zsűri szavazatok | Nézői szavazatok | Nézői szavazatok |
| Helyezés | Ország           | Pontszám         | Ország           | Pontszám         |
| -------- | ---------------- | ---------------- | ---------------- | ---------------- |
| 1.       | Ausztrália       | 148              | Lengyelország    | 136              |
| 2.       | Málta            | 138              | Franciaország    | 117              |
| 3.       | Grúzia           | 105              | Kazahsztán       | 103              |
| 4.       | Ukrajna          | 104              | Ukrajna          | 78               |
| 5.       | Olaszország      | 94               | Örményország     | 70               |
| 6.       | Franciaország    | 86               | Hollandia        | 68               |
| 7.       | Lengyelország    | 79               | Oroszország      | 62               |
| 8.       | Kazahsztán       | 68               | Olaszország      | 57               |
| 9.       | Macedónia        | 64               | Ausztrália       | 53               |
| 10.      | Fehéroroszország | 61               | Fehéroroszország | 53               |
| 11.      | Oroszország      | 60               | Izrael           | 47               |
| 12.      | Örményország     | 55               | Málta            | 43               |
| 13.      | Izrael           | 34               | Portugália       | 42               |
| 14.      | Hollandia        | 23               | Grúzia           | 39               |
| 15.      | Azerbajdzsán     | 17               | Írország         | 36               |
| 16.      | Írország         | 12               | Macedónia        | 35               |
| 17.      | Albánia          | 10               | Albánia          | 34               |
| 18.      | Szerbia          | 2                | Azerbajdzsán     | 30               |
| 19.      | Portugália       | 0                | Wales            | 29               |
| 20.      | Wales            | 0                | Szerbia          | 28               |

## A szavazás és a nemzetközi közvetítések

### Pontbejelentők
| 1. Ukrajna – Anasztaszija Bahinszka 2. Portugália – Nadezsda Szidorova 3. Kazahsztán – Arýjan Hafız 4. Albánia – Danyiil Lazuko 5. Oroszország – 6. Hollandia – Vincent Miranovics 7. Azerbajdzsán – Valeh Hüseynbəyli 8. Fehéroroszország – 9. Írország – Alex Hynes 10. Szerbia – | 1. Olaszország – Jan Muszvidasz 2. Ausztrália – Kszenyija Haleckaja 3. Grúzia – Nikoloz Vaszadze 4. Izrael – 5. Franciaország – Ljubava Marcsuk és Danyiil Rotenko 6. Észak-Macedónia – Arina Pehtereva 7. Örményország – 8. Wales – 9. Málta – Milana Borodko 10. Lengyelország – |

## Térkép

Részt vevő országok
Országok, melyek korábban részt vettek, de ebben az évben nem

### Kommentátorok
| Ország           | Kommentátor                                     | Közvetítő csatorna                  |
| ---------------- | ----------------------------------------------- | ----------------------------------- |
| Albánia          | Andri Xhahu                                     | RTSH                                |
| Ausztrália       | Grace Koh, Pip Rasmussen és Lawrence Gunatilaka | ABC Me                              |
| Azerbajdzsán     | Şəfiqə Əfəndiyeva                               | İTV                                 |
| Fehéroroszország | N/A                                             | Belarusz-1, Belarusz-24             |
| Franciaország    | Madame Monsieur és Stéphane Bern                | France 2                            |
| Grúzia           | Helen Kalandadze és George Abasidze             | 1TV                                 |
| Hollandia        | N/A                                             | NPO Zapp                            |
| Izrael           | N/A                                             | KAN 11, Kan Educational             |
| Írország         | Mícheál Ó Ciarradh és Sinéad Ní Uallacháin      | TG4                                 |
| Kazahsztán       | N/A                                             | Habar 24                            |
| Lengyelország    | Artur Orzech                                    | TVP ABC, TVP Polonia, TVP HD        |
| Észak-Macedónia  | Eli Tanaszkovszka                               | MRT 1                               |
| Málta            | N/A                                             | TVM                                 |
| Olaszország      | Federica Carta és Mario Acampa                  | RAI Gulp                            |
| Oroszország      | N/A                                             | Karuszel                            |
| Örményország     | Mika és Dalita                                  | H1                                  |
| Portugália       | Nuno Galopim                                    | RTP1, RTP Internacional, RTP África |
| Szerbia          | Tamara Petković                                 | RTS2, RTS Satelit                   |
| Ukrajna          | N/A                                             | UA:Persij, UA:Krim, UA:Kultura      |
| Wales            | Trystan Ellis-Morris                            | S4C                                 |

## Galéria

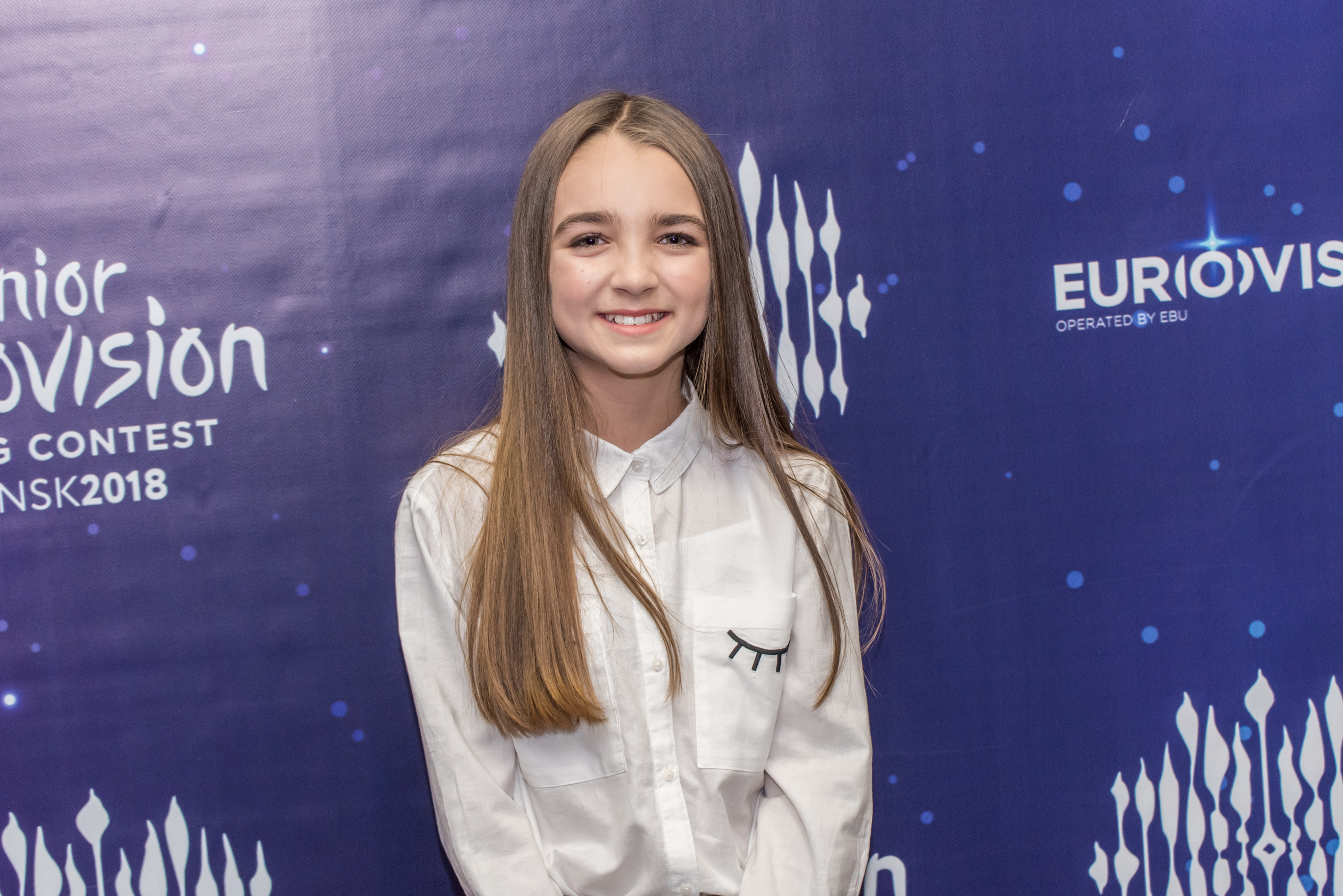
Angélina
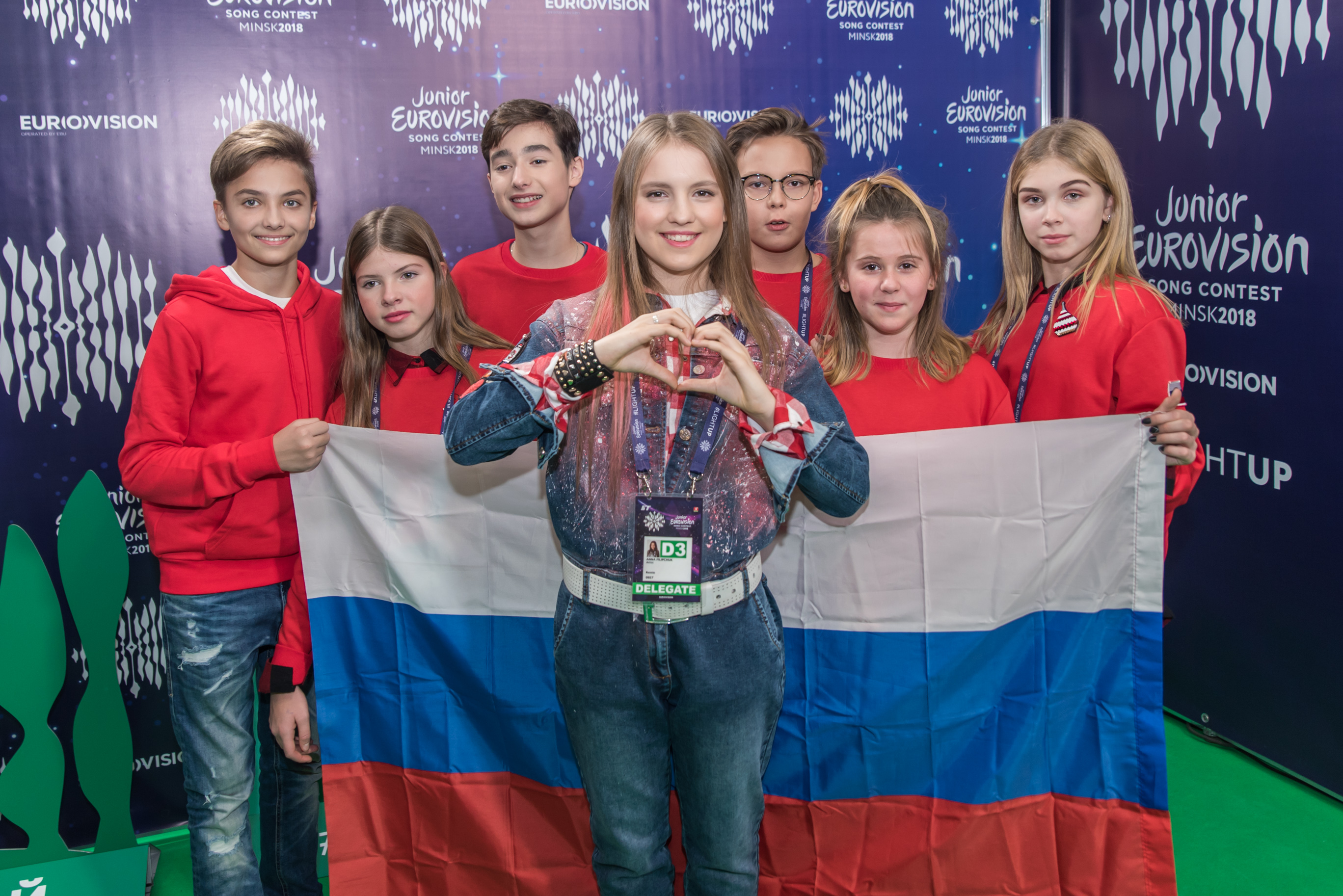
Anna Filipchuk
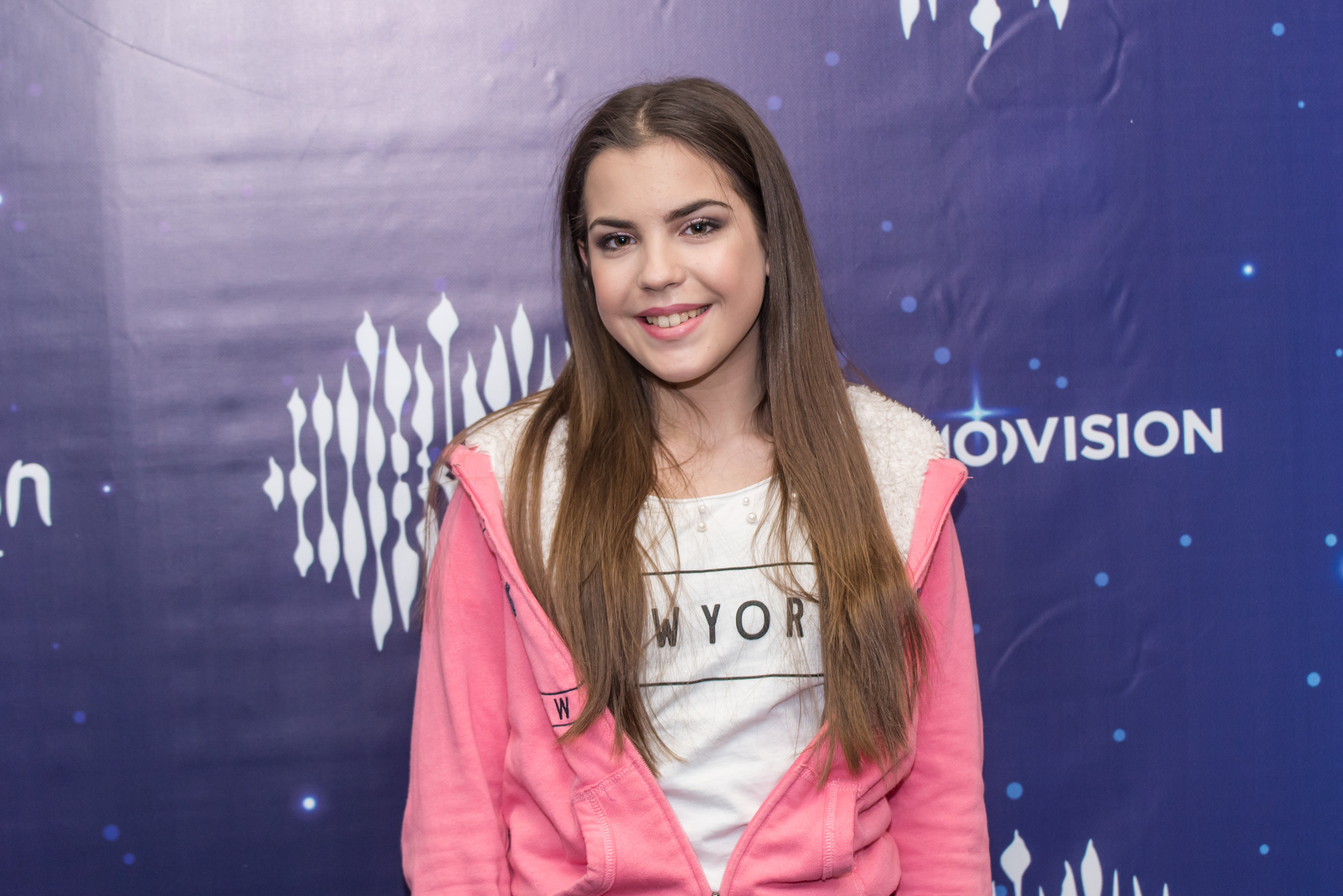
Bojana Radovanovic
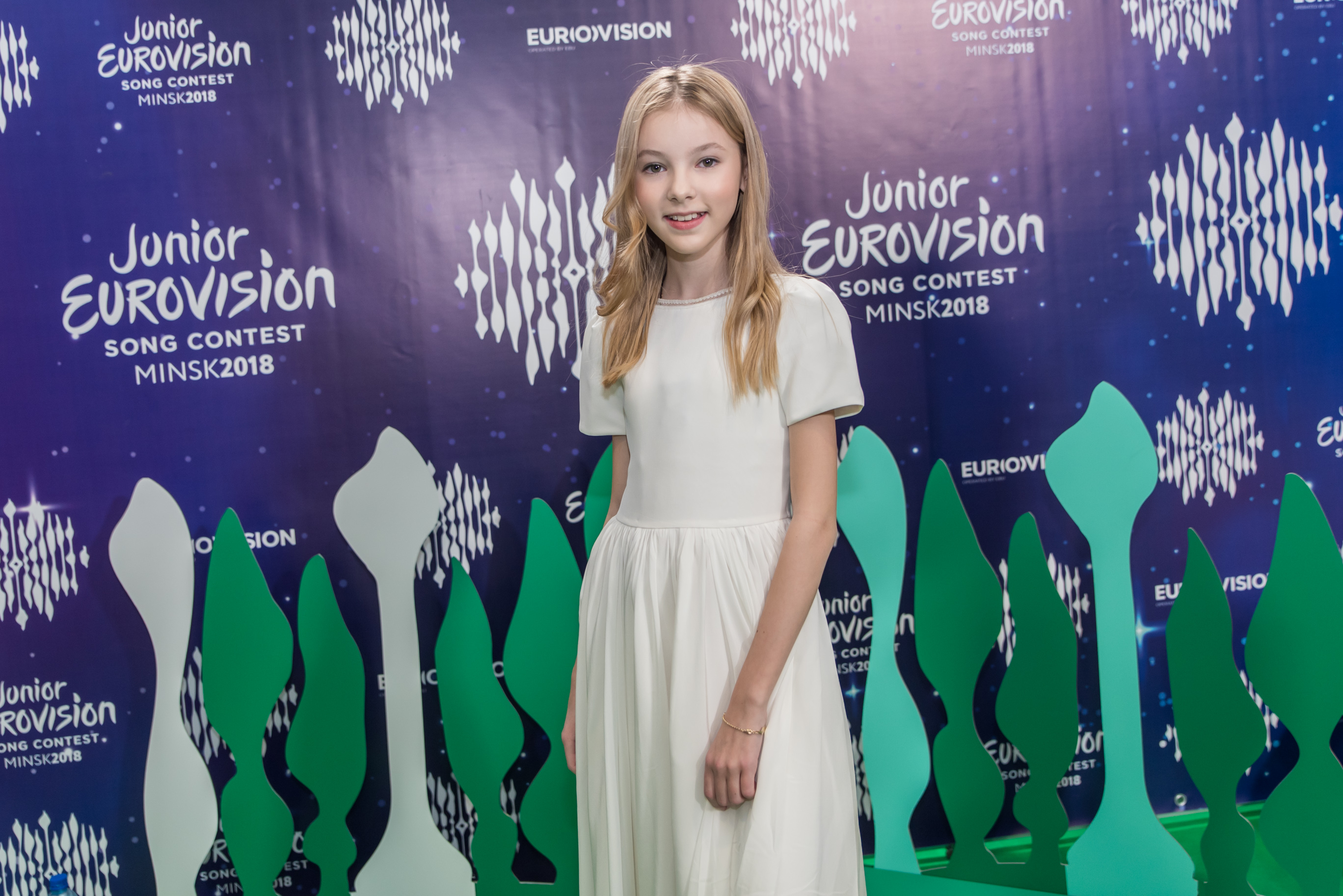
Daneliya Tuleshova
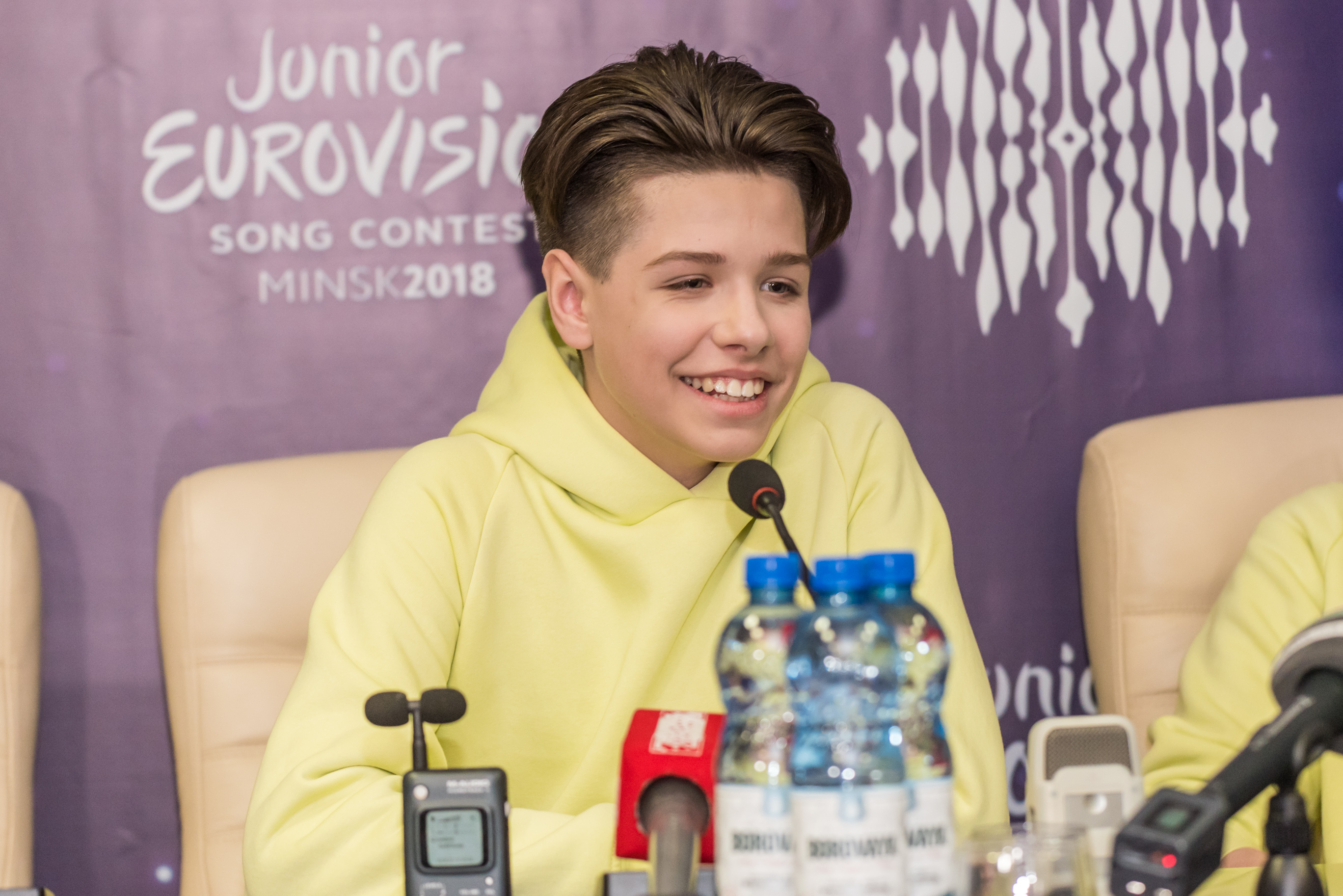
Daniel Yastremski
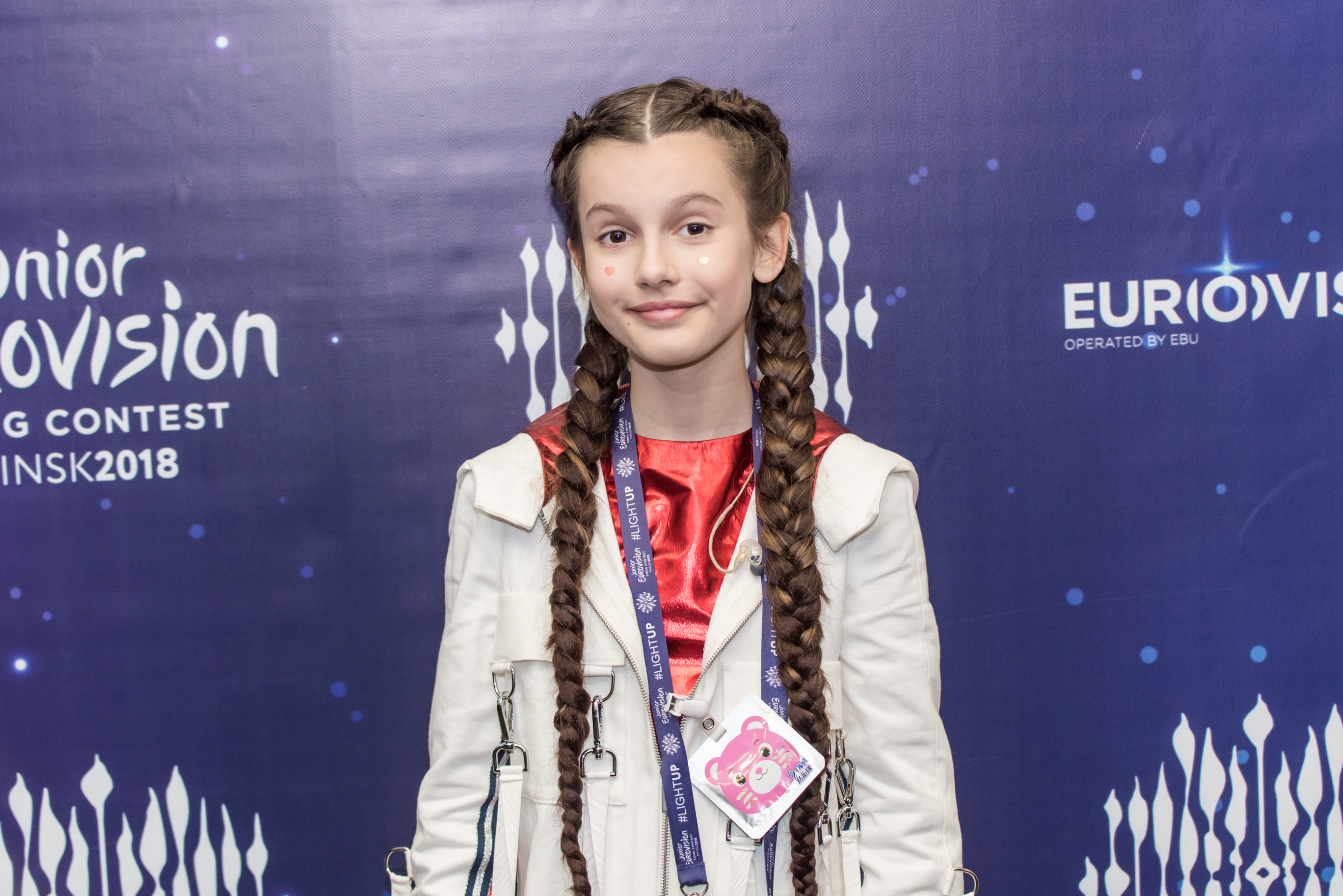
Darina Krasnovetska
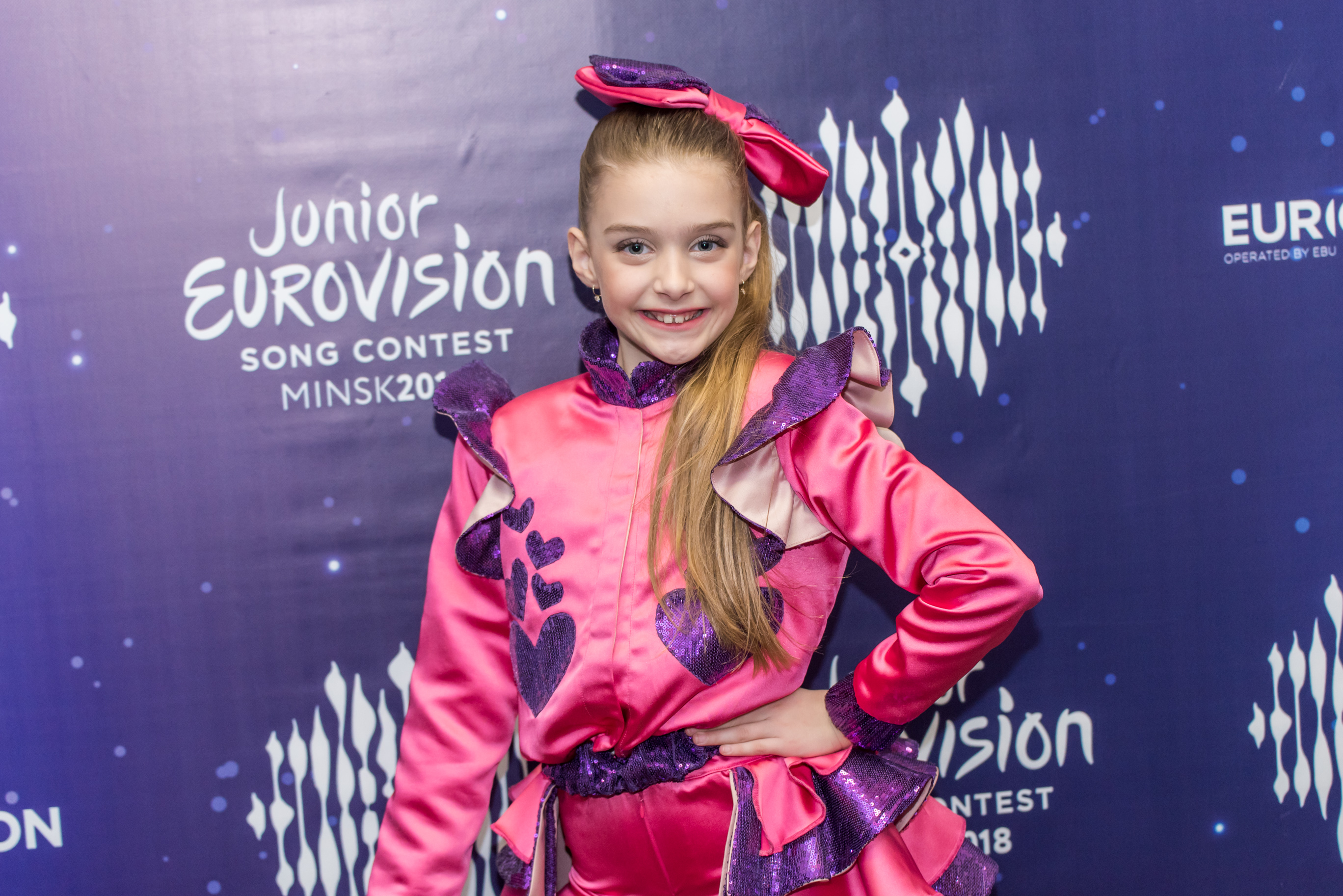
Efi Gjika
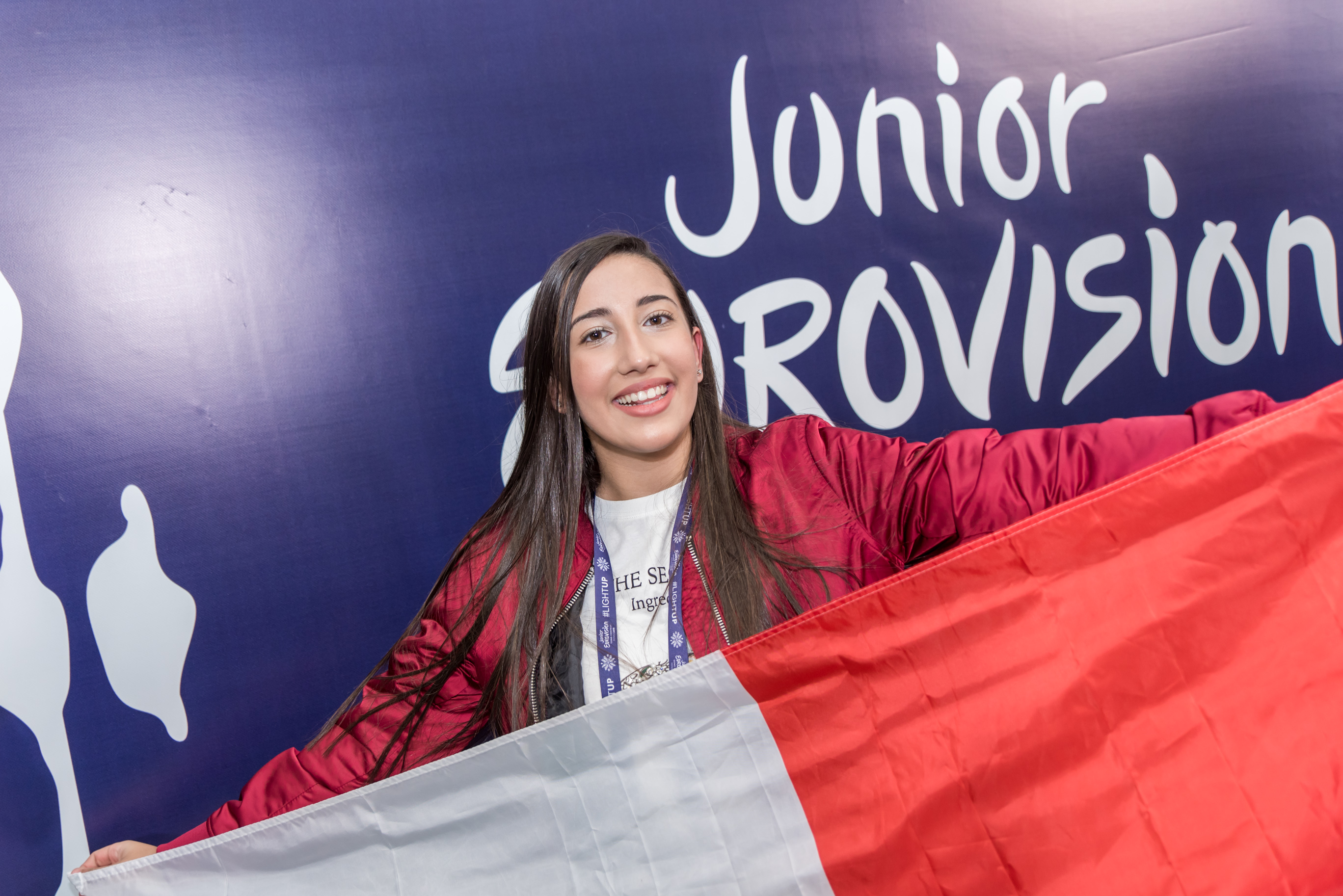
Ela Mangion
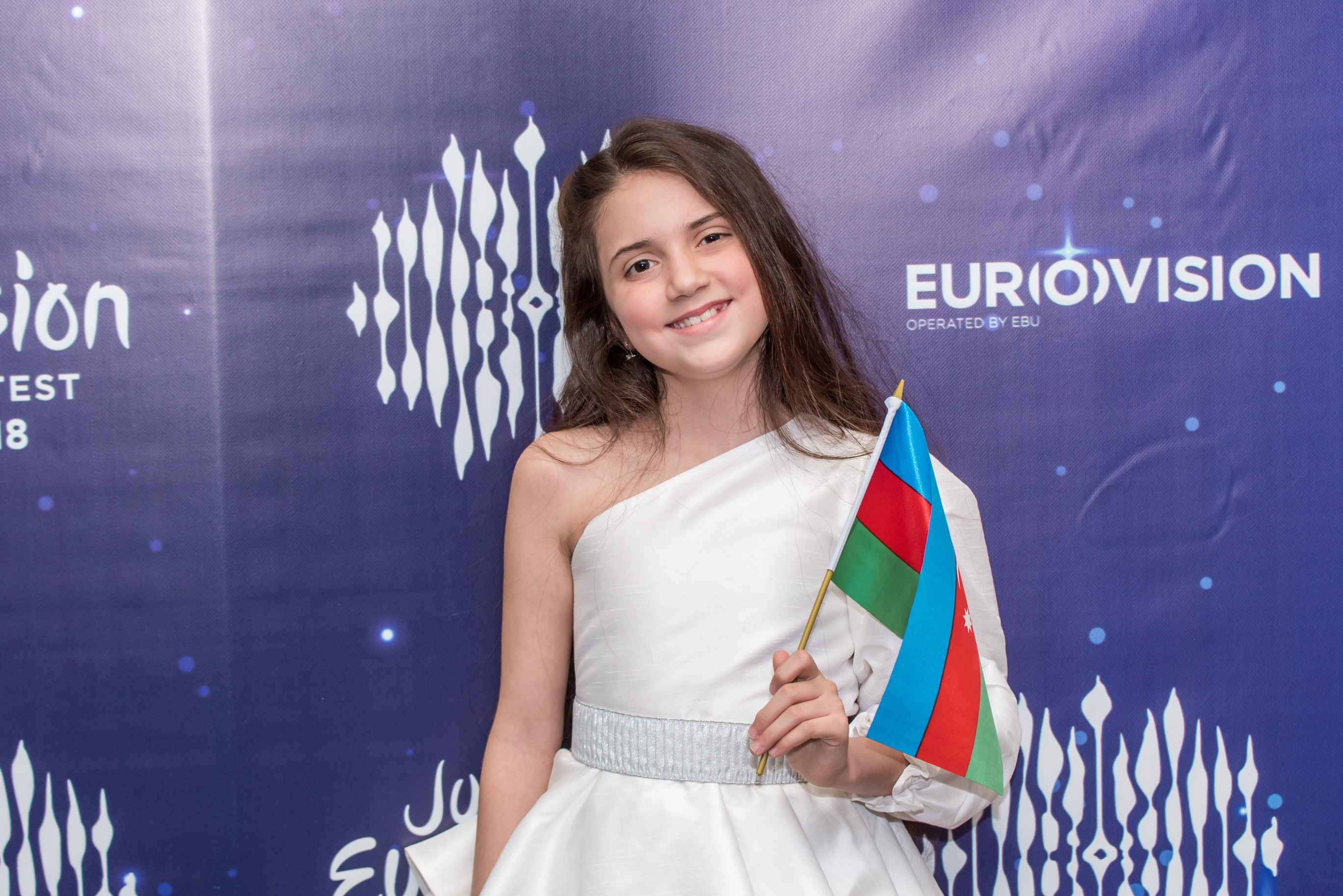
Fidan Huseynova
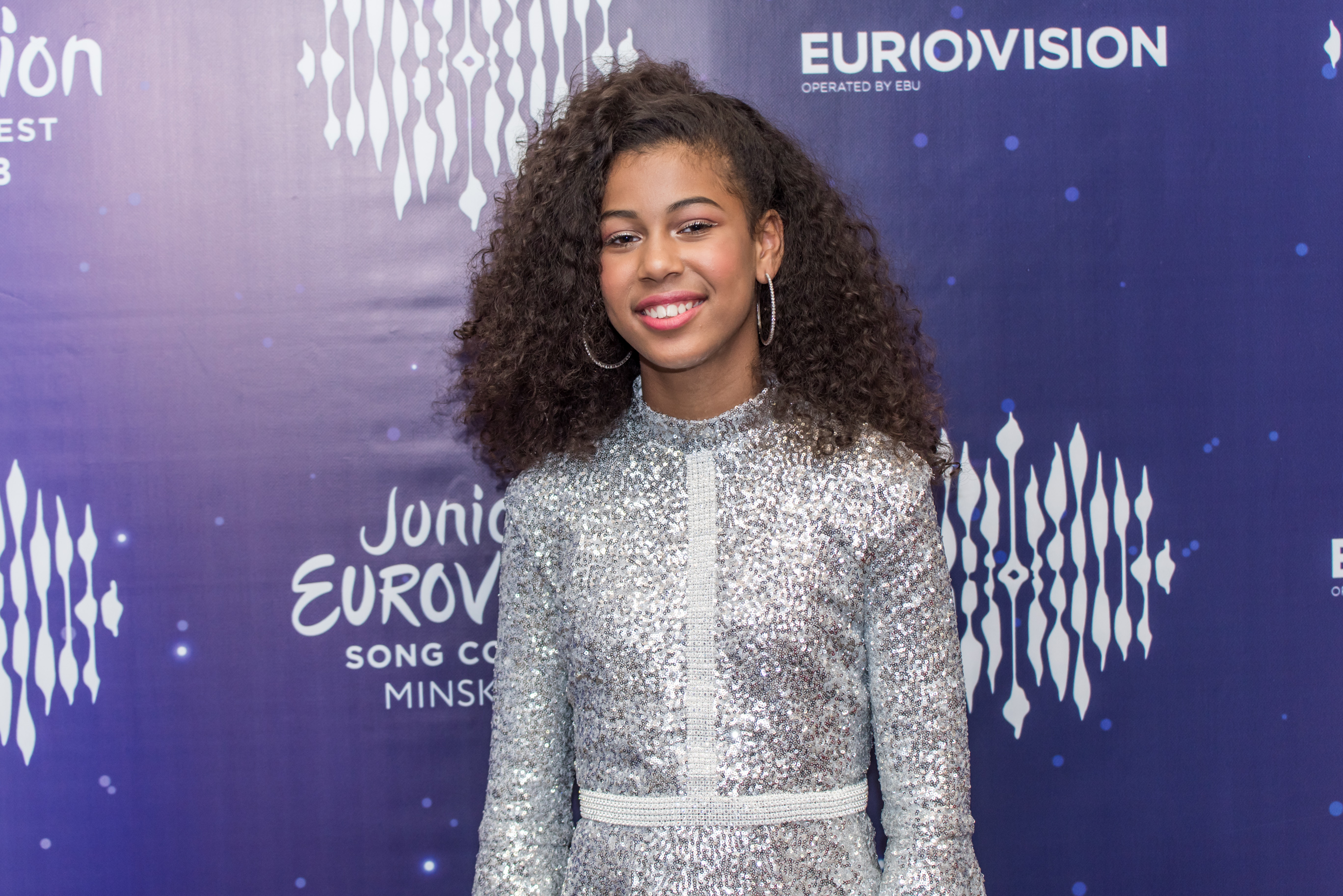
Jael
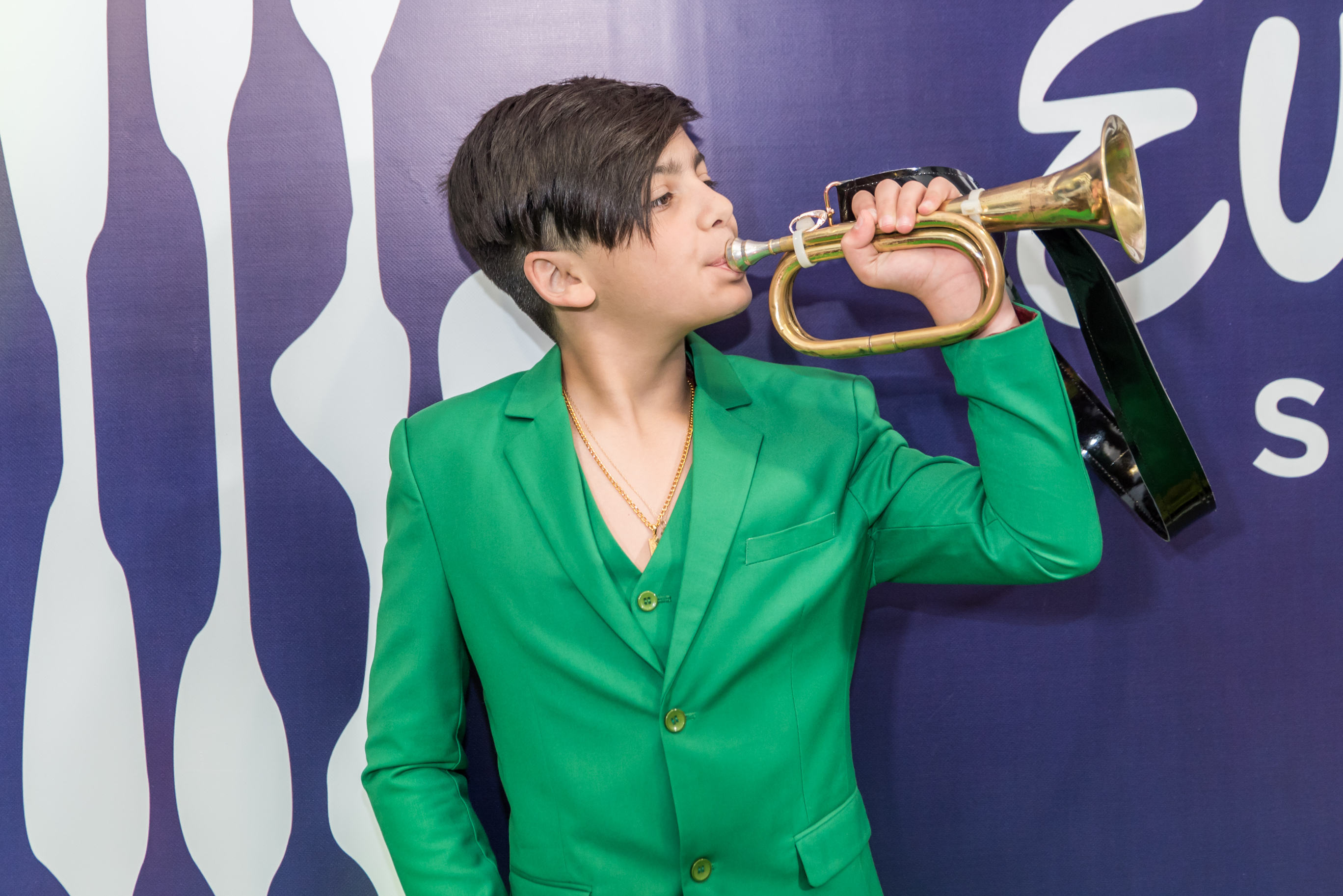
L.E.V.O.N
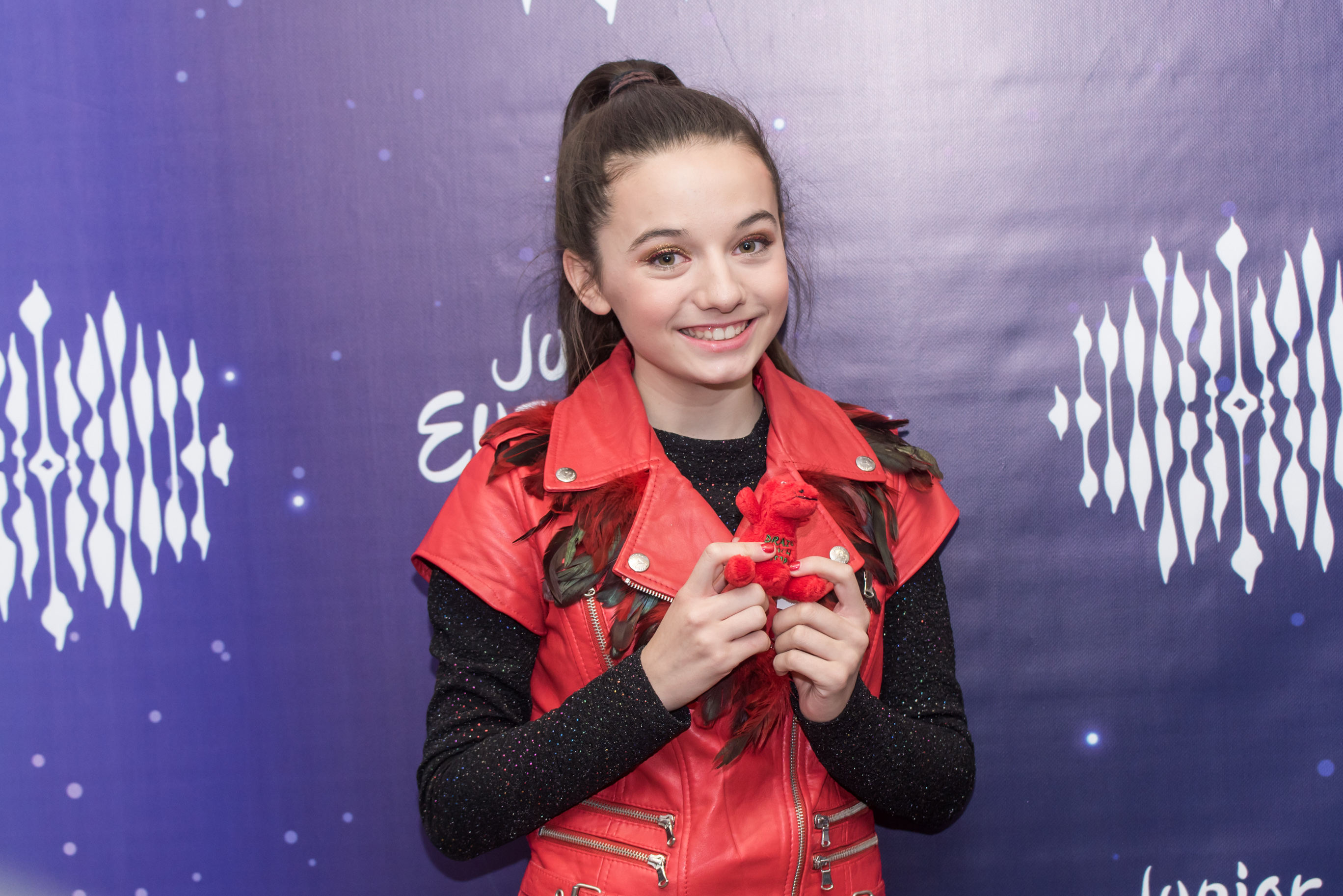
Manw
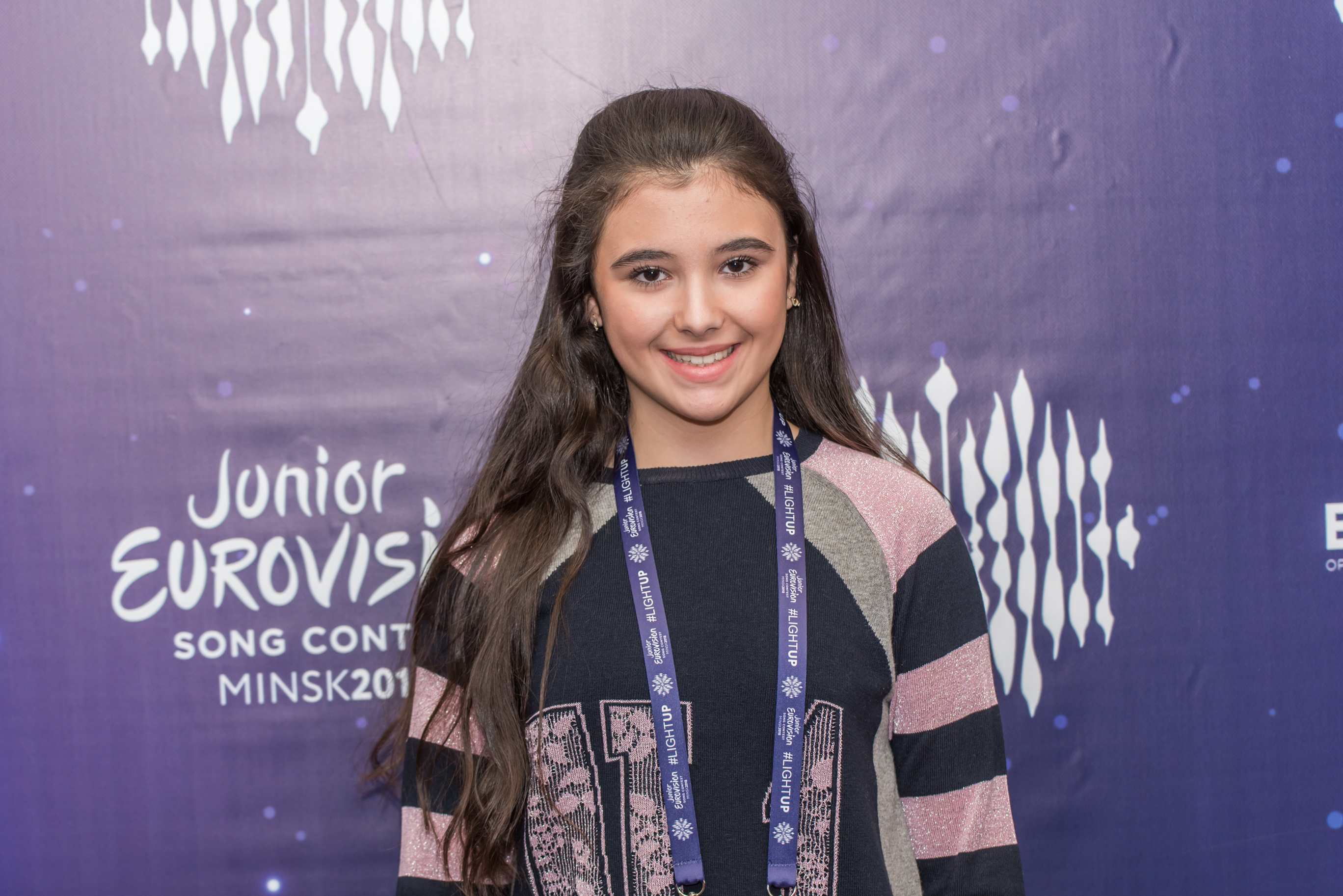
Marija Spasovska
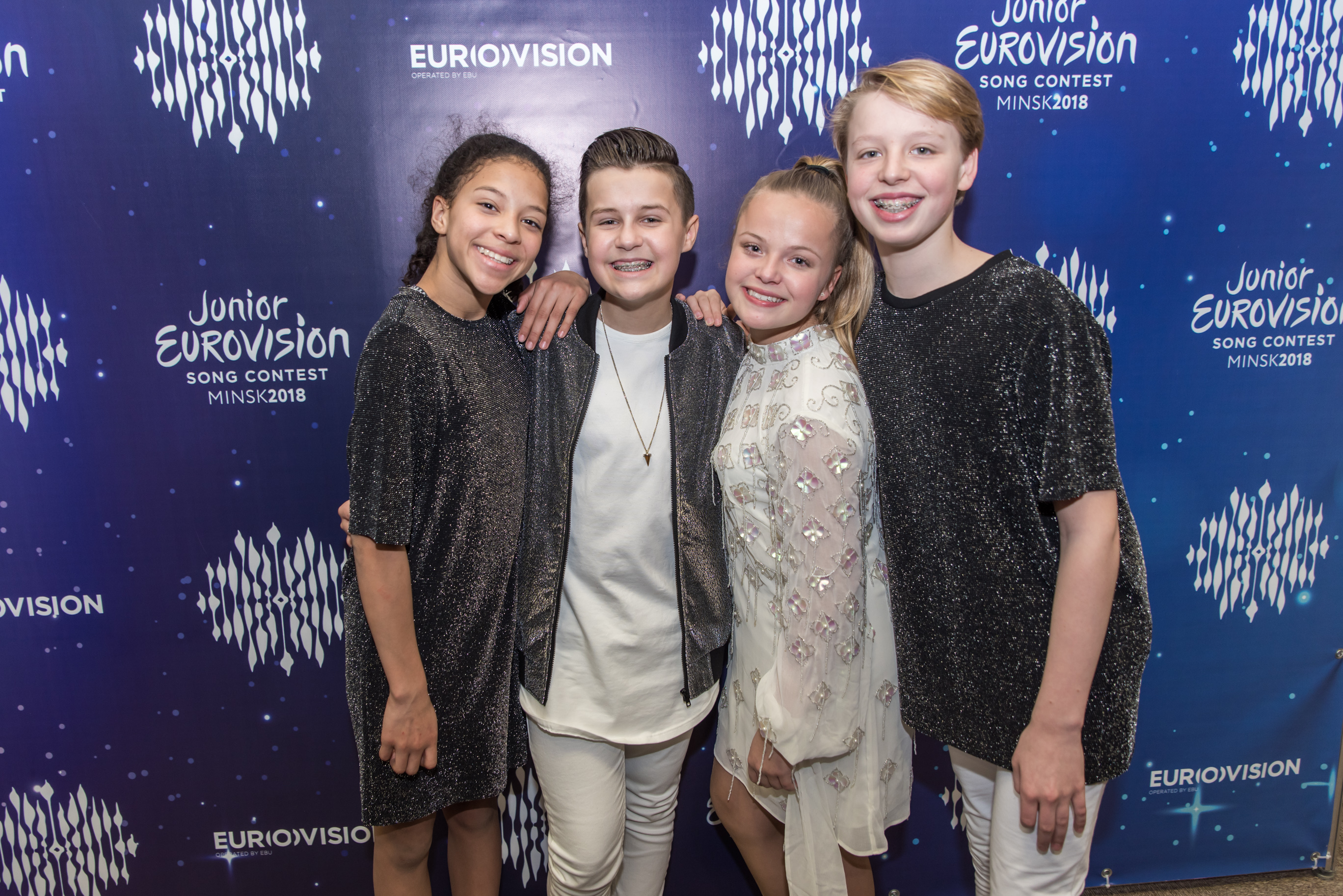
Max & Anne
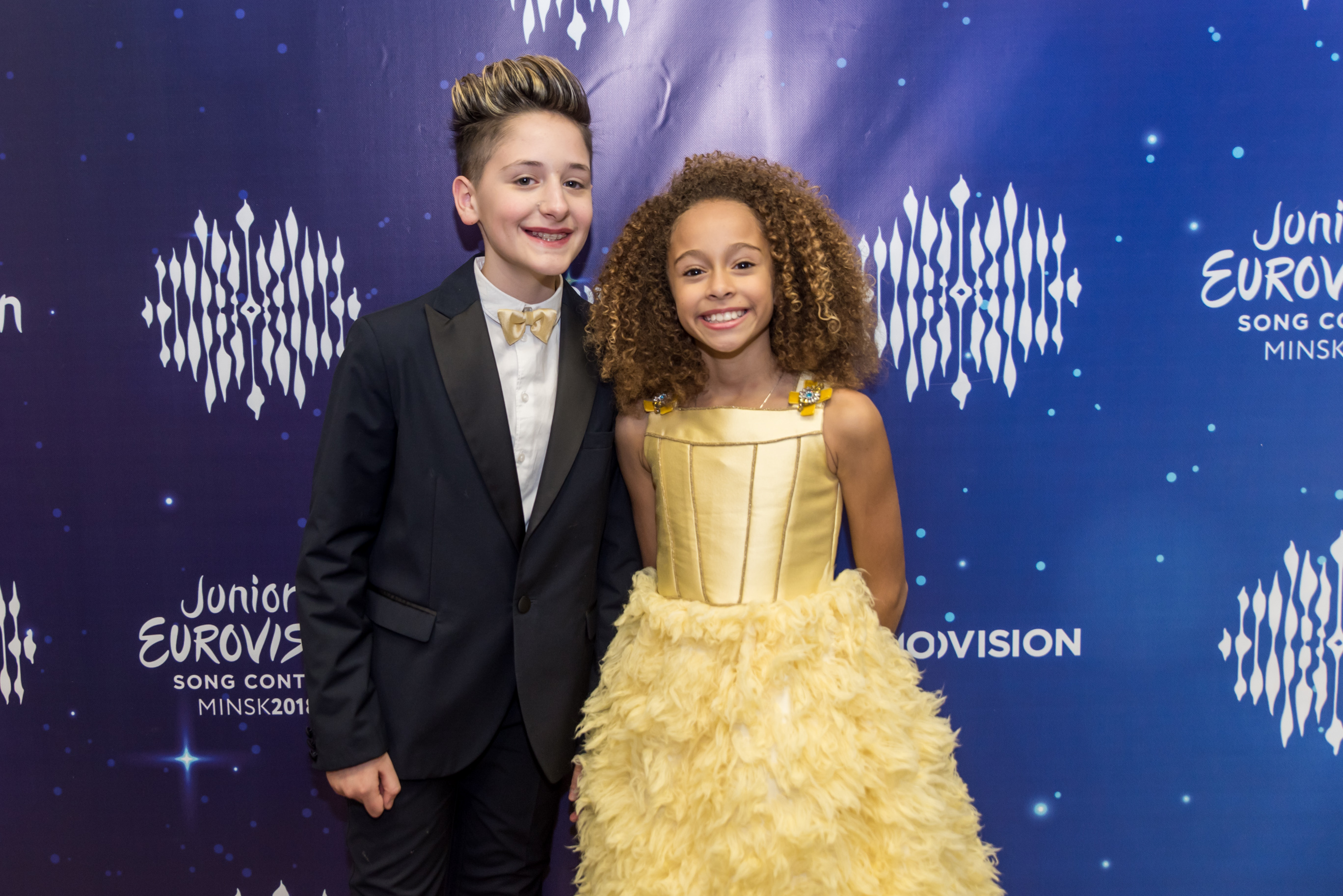
Melissa & Marco
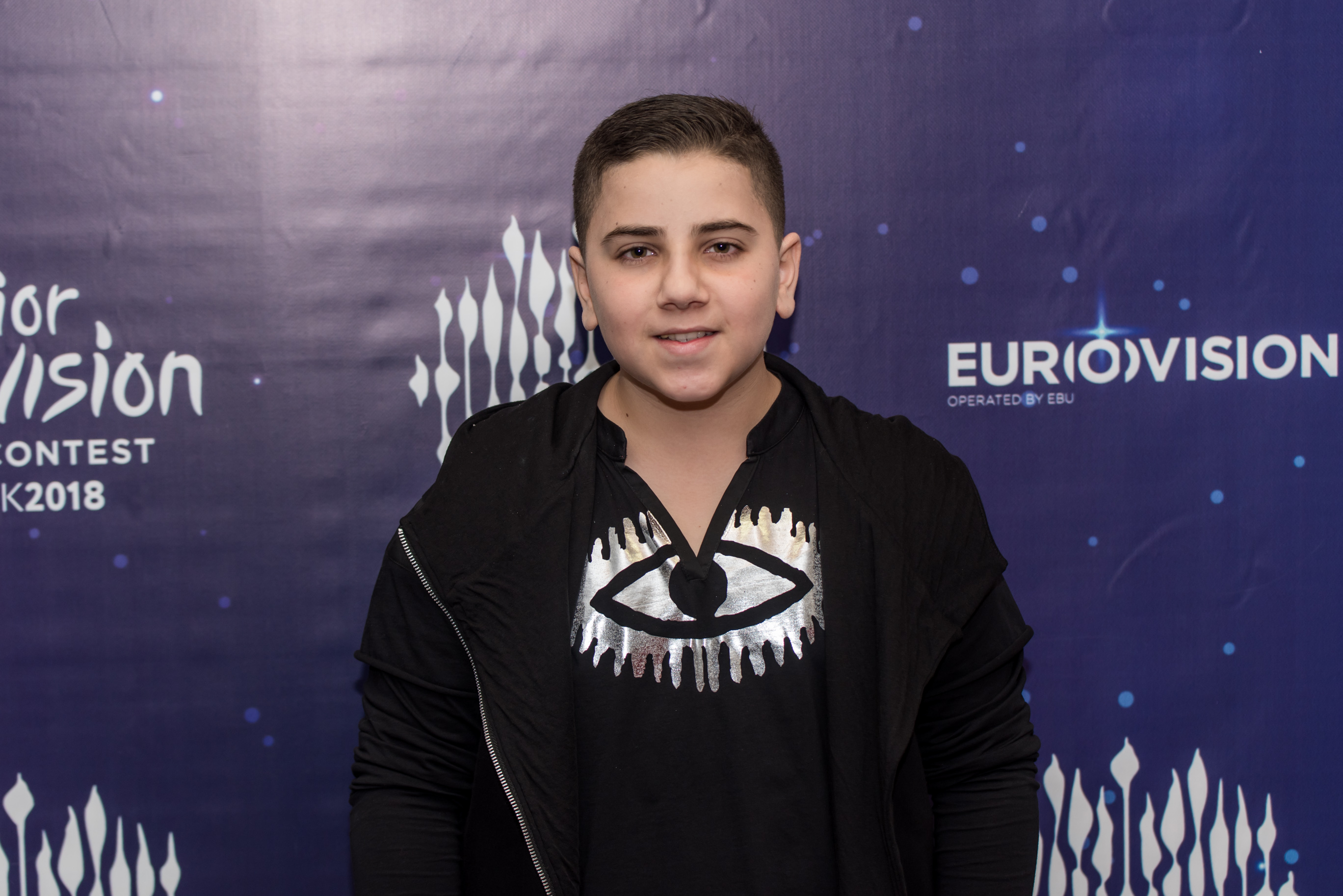
Noam Dadon
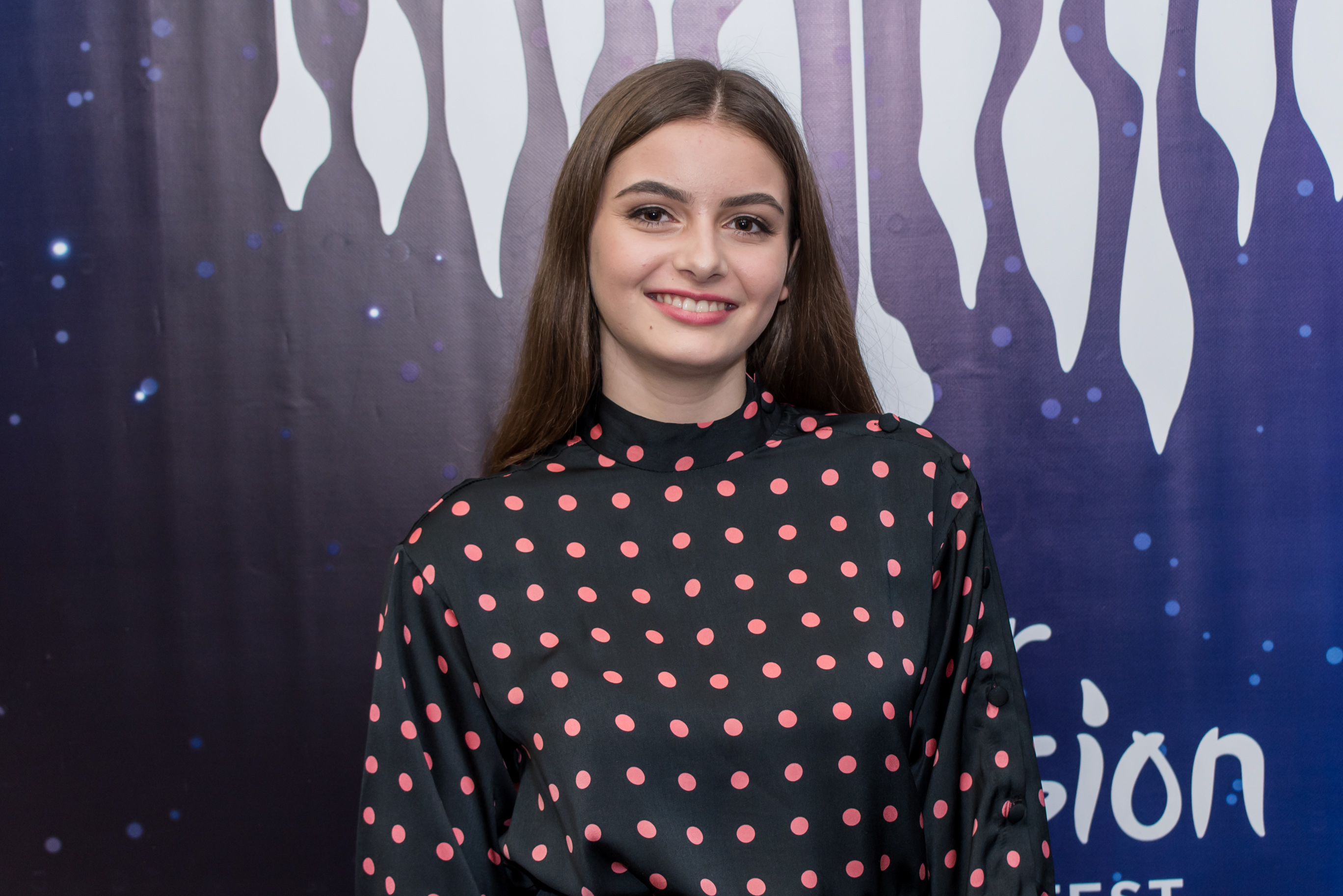
Rita Laranjeira
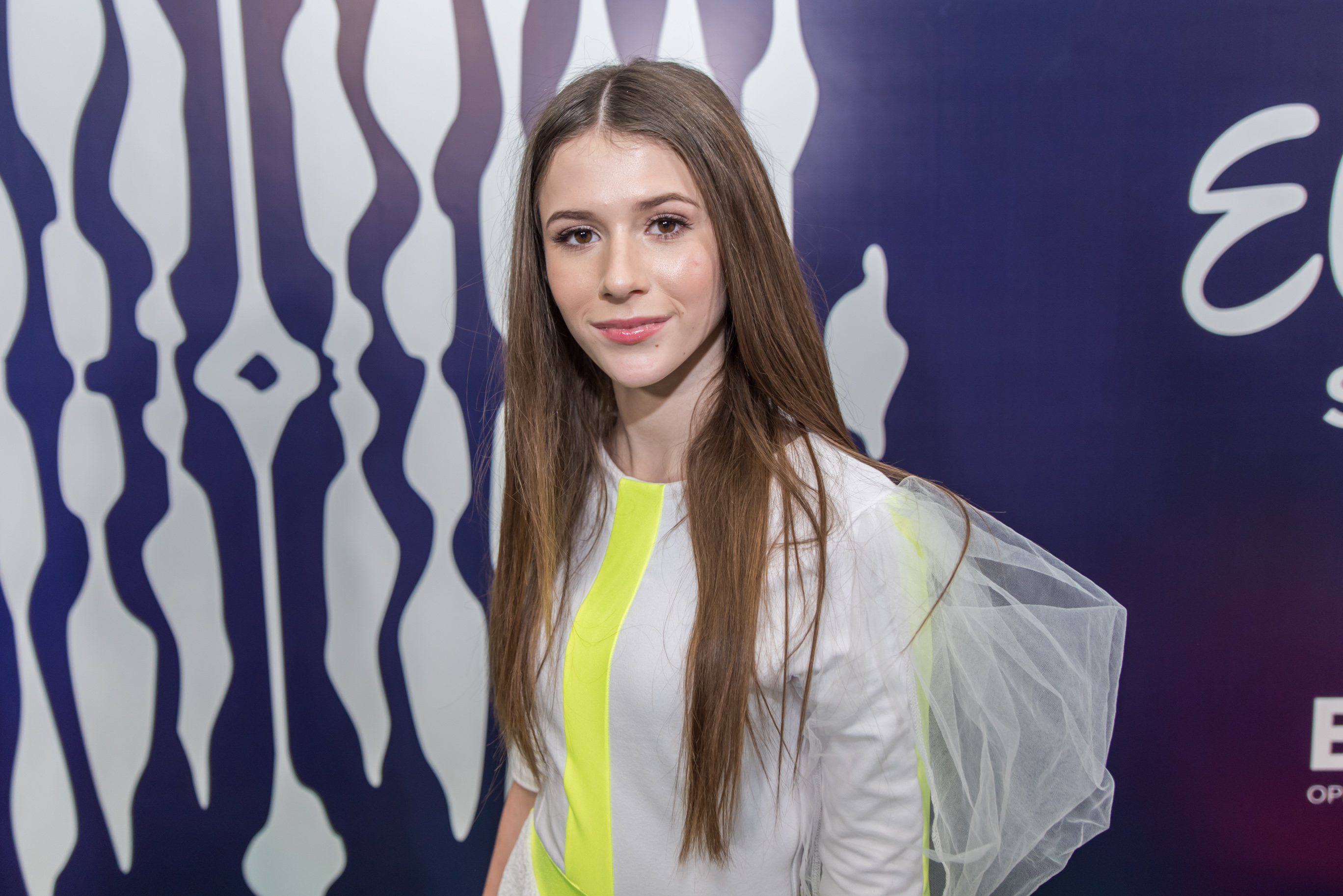
Roksana Wegiel
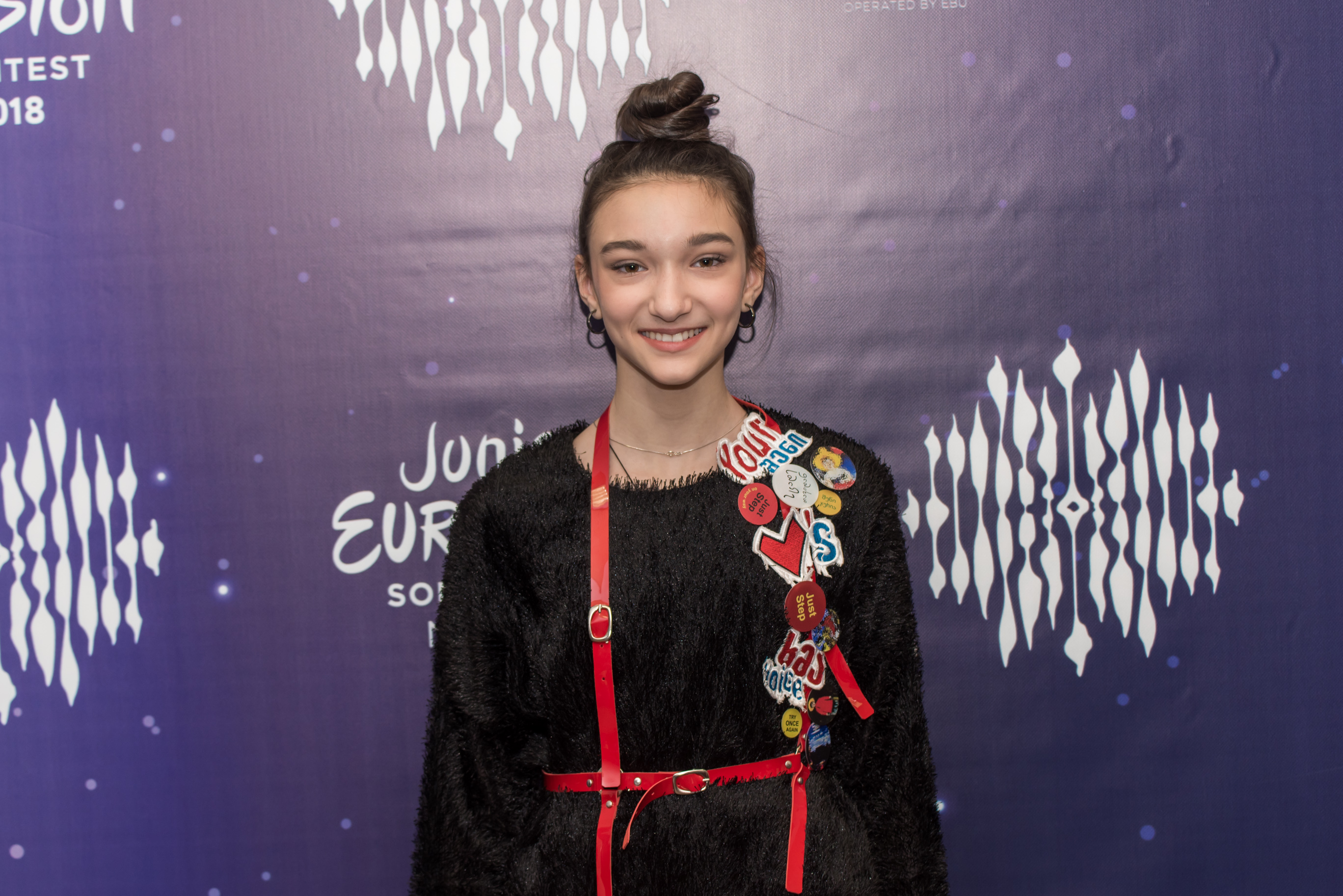
Tamar Edilashvili
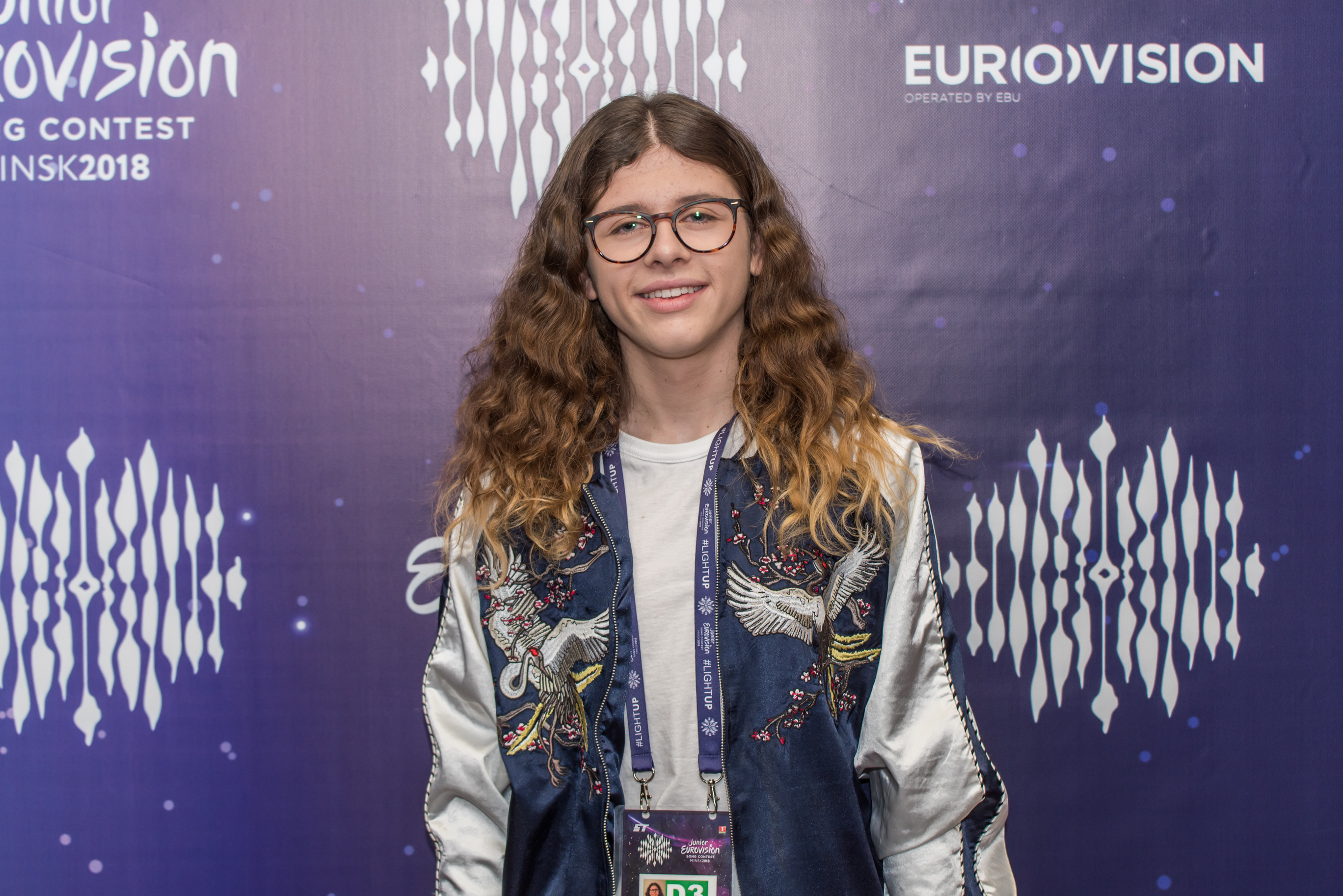
Taylor Hynes

## Lásd még
- 2018-as Eurovíziós Dalfesztivál
- 2018-as Fiatal Zenészek Eurovíziója